# Chile nos Jogos Pan-Americanos de 1955
O Chile competiu nos Jogos Pan-Americanos de 1955 na Cidade do México de 12  a 16 de março de 1955. Conquistou 4 medalhas de ouro.